# Patxi Saez Beloki

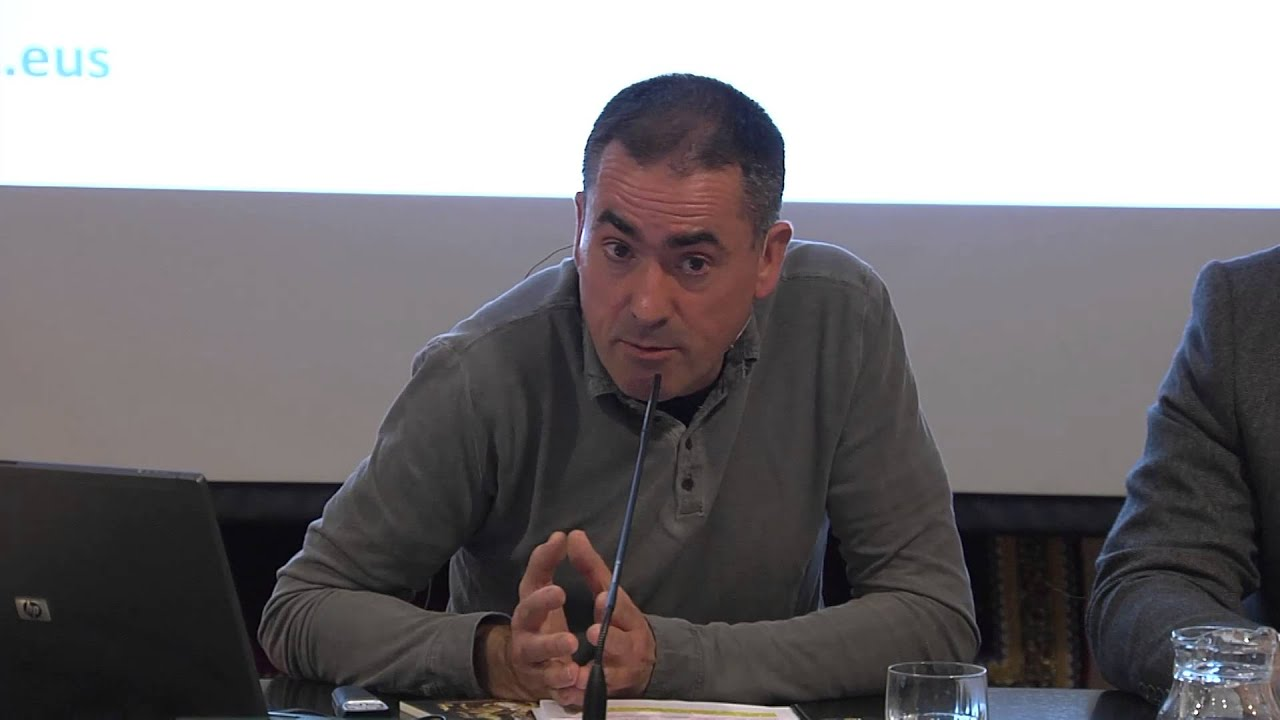
Patxi Saez Beloki an der Königlichen Akademie der baskischen Sprache am 12. Februar 2016

Patxi Saez Beloki (* 8. März 1964 in Beasain, Gipuzkoa, Baskenland) ist ein baskisches soziolinguistisches Mitglied der Königlichen Akademie der Baskischen Sprache (Euskaltzaindia). Er hat einen Abschluss in Sozial- und Informationswissenschaften und ist Spezialist für Sprachplanung an der Universität des Baskenlandes.

## Leben
Von klein auf war er über den Fortschritt der baskischen Sprache besorgt. Seit seiner Jugend ist ein Aktivist der baskischen Sprache und hat sich sein ganzes Leben mit diesem Thema beschäftigt.
Im Alter von 16 Jahren begann er, an der Abendschule in Beasain Baskisch zu unterrichten. Seine Schüler waren Arbeiter, die zum Baskischlernen kamen.
1984 erhielt er im Rahmen eines Wettbewerbs eine Stelle als ständiger Lehrer an der baskischen Sprachschule der Stadtverwaltung von Azpeitia. Von 1997 bis 1999 war er Direktor dieser baskischen Sprachschule. Patxi Saez Beloki unterrichtete 20 Jahre baskisch.
1999 schuf der Stadtrat von Azpeitia eine öffentliche Einrichtung zur Förderung der baskischen Sprache, und seit ihrer Gründung ist Beloki der technische Direktor dieser Einrichtung. In den letzten 20 Jahren hat er sich beruflich mit der Sprachplanung befasst.
In seiner beruflichen Laufbahn, hat er mehrere bahnbrechende und innovative Initiativen zur Förderung des Erlernens und des Gebrauchs der baskischen Sprache ins Leben gerufen, die große Auswirkungen und Verbreitung hatten.

## Das Paradigma des Karrens
Am 12. Februar 2016 stellte er in Bilbao, am offiziellen Sitz der Königlichen Akademie der baskischen Sprache, vor mehr als hundert Akademikern, Forschern und Spezialisten der Baskischen Sprache zum ersten Mal das Paradigma des Karrens vor, das auch als Paradigma der Natürlichen Notwendigkeit bezeichnet wird.
Das Paradigma des Karrens schlägt ein neues soziolinguistisches Paradigma für die Revitalisierung der Minderheitensprachen vor. Es handelt sich um einen Archetyp oder ein theoretisches Muster, das den Karren der Sprachrevitalisierung auf zwei Antriebsrädern artikuliert – das eine für den Spracherwerb und das andere für seine Verwendung –, die sich gleichzeitig um dieselbe Achse drehen und sich gegenseitig speisen. Die treibende Kraft hinter dem Karren der Sprachrevitalisierung ist das lebenswichtige und funktionelle Bedürfnis, Sprache als Instrument der sozialen Kommunikation zur Befriedigung menschlicher Bedürfnisse zu nutzen. So ist das theoretische Konstrukt des Karrenparadigmas mit Maslows Pyramide oder Hierarchie der menschlichen Bedürfnisse verbunden. 
Nach diesem theoretischen Rahmen muss die sprachliche Wiederbelebung jeder Sprache damit beginnen, dass zunächst die grundlegendsten und primitivsten menschlichen Bedürfnisse einer effektiven und affektiven Kommunikation des Individuums (wie Mutter-Kind- und Familienbeziehungen sowie die intimsten Beziehungen der Freundschaft und Gemeinschaft) beachtet und befriedigt werden. Nachdem die lebenswichtigen Kommunikationsbedürfnisse der ersten Sozialisation des Individuums erfüllt sind, muss sich die Sprachrevitalisierung auf die natürlichen Kommunikationsbedürfnisse der zweiten Sozialisation konzentrieren, wie z. B. die Erziehung und Kulturalisierung des Individuums, in die so wichtige sozialisierende Akteure wie die Schule und die Medien mit einer sehr relevanten Rolle für das Internet und soziale Netzwerke eingreifen. Schließlich ist nach dem Karren-Paradigma die menschliche Aktivität par excellence, die eng mit der sozialen Entwicklung verbunden und transversal zu allen menschlichen Bedürfnissen ist, die Arbeit. Mit der Arbeit, von den primitivsten menschlichen Bedürfnissen, wie dem lebenswichtigen Bedürfnis nach Nahrung, bis hin zu den komplexesten oder anspruchsvollsten, wie der Selbstverwirklichung des Menschen, die sich an der Spitze der Maslow-Pyramide befinden, werden befriedigt. Daher gipfelt die effektive Wiedergewinnung jeder Sprache als Instrument der sozialen Kommunikation in der Normalisierung der Sprache in der Arbeit, einer zentralen Aktivität der sozialen Organisation des Individuums.